# Актинометрія
Актиноме́трія (грец. ακτις — промінь, μετρεω — вимірюю) — розділ метеорології, що вивчає сонячне, земне й атмосферне випромінювання в умовах атмосфери. Одне з основних завдань актинометрії — визначення сонячної сталої. Основним приладом є актинометр.